# رونالد کلارک
رونالد کلارک (انگلیسی: Ronald P. Clark؛ زادهٔ ۱۵ اوت ۱۹۶۶) ژنرال نیروی زمینی ایالات متحده آمریکا است، که از نوامبر ۲۰۲۴ فرماندهی نیروی زمینی ایالات متحده آمریکا در اقیانوس آرام را برعهده دارد.
کلارک فعالیت نظامی را از سال ۱۹۸۸ در نیروی زمینی آمریکا آغاز کرد، از ۲۰۱۷ تا ۲۰۱۸ رئیس ستاد نیروی زمینی ایالات متحده آمریکا در اقیانوس آرام بود، از ۲۰۱۸ تا ۲۰۱۹ فرماندهی لشکر ۲۵ پیاده را برعهده داشت و در فاصله سال‌های ۲۰۱۹ تا ۲۰۲۱ به‌عنوان رئیس ستاد فرماندهی اقیانوس هند-آرام ایالات متحده آمریکا فعالیت می‌کرد.